# Kościół Matki Bożej Królowej Polski w Widełce
Kościół Matki Bożej Królowej Polski w Widełce – rzymskokatolicki kościół znajdujący się w Widełce, wpisany do gminnej ewidencji zabytków gminy Kolbuszowa.

## Historia
Pomysł wybudowania kościoła w Widełce powstał w 1919 roku. Świątynię wznoszono w latach 1920–1935. Powstała ona w miejscu dawnego dworu, a do jej budowy wykorzystano materiały pozyskane z rozbiórki obiektów dworskich. 14 września 1935 bp Franciszek Barda dokonał konsekracji kościoła.    
W 1973 roku w świątyni zamontowano nowe organy, a dwa lata później wykonano nową polichromię. Z okazji jubileuszu roku 2000 wykonano 8 witraży przedstawiających polskich świętych XX wieku. Zostały one poświęcone przez bp Edwarda Białogłowskiego w maju 1999 roku. 
W 2006 roku odmalowano wewnętrzne ściany, a w rok później dokonano renowacji organów.

## Architektura i wnętrze
Kościół ma trójbocznie zamknięte prezbiterium, kwadratowe okna zamknięte łukowo oraz sygnaturkę.
Wewnątrz świątyni znajduje się tablica poświęcona ks. Antoniemu Grębskiemu, proboszczowi parafii w Widełce od 1920 do 1947 roku, którą wmurowano w 1977 roku.